# Ponte Laureano Gómez
A Ponte Laureano Gómez (Puente Laureano Gómez, em espanhol), é popularmente chamada Puente Pumarejo em homenagem ao líder político regional que impulsionou a construção, Alberto Pumarejo. A Ponte é uma obra civil pública colombiana que atravessa o Rio Magdalena a 20 km de sua desembocadura no mar do Caribe, na altura entre Barranquilla e a localidade de Sitionuevo, no departamento de Magdalena. Conecta a cidade de Barranquilla com a ilha de Salamanca e com o resto do país, via município de Ciénaga.

## Substituição e demolição
A Ponte Laureano Gómez, polêmica desde a etapa de seu desenho, devido a suas frágeis características técnicas, especialmente pela altura de seu vão livre, que impediu o desenvolvimento da navegação fluvial pelo rio Magdalena, será substituída e demolida até 2020, assim que terminada a nova ponte, de características técnicas superiores, que está sendo construída ao lado da atual.